# Epactoides olsoufieffi
Epactoides olsoufieffi là một loài bọ cánh cứng trong họ Bọ hung (Scarabaeidae).